# Condado de Mayo
O Condado de Mayo (Maigh Eo em irlandês) é um condado da Irlanda, na província de Connacht, no oeste do país. A capital é Castlebar. É neste Condado que está a Achill, também conhecida como a Ilha da Águia.
Mayo tem como vizinhos o Oceano Atlântico  a oeste e norte e os condados de Sligo a nordeste, Roscommon a leste e Galway a sul.